# Ocell sastre capbrú
L'ocell sastre capbrú o ocell sastre de les Filipines (Orthotomus castaneiceps) és una espècie d'ocell passeriforme que pertany a la família Cisticolidae endèmica de Filipines.

## Distribució i hàbitat
Es troba únicament en algunes illes del centre de l'arxipèlag filipí: les Visayas occidentals, Cebu, Masbate i Ticao.
L'hàbitat natural són els boscos humits tropicals de terres baixes.